# Próspero Pineda
Próspero Pineda är en ort i Mexiko.   Den ligger i kommunen Acultzingo och delstaten Veracruz, i den sydöstra delen av landet, 210 km öster om huvudstaden Mexico City. Próspero Pineda ligger 1 426 meter över havet och antalet invånare är 709.
Terrängen runt Próspero Pineda är bergig söderut, men norrut är den kuperad. Próspero Pineda ligger nere i en dal. Runt Próspero Pineda är det ganska glesbefolkat, med 28 invånare per kvadratkilometer. Närmaste större samhälle är Orizaba, 19,9 km nordost om Próspero Pineda. I omgivningarna runt Próspero Pineda växer i huvudsak blandskog.